# Absurd (песня)
«Absurd» (стилизованная как «ABSUЯD») — песня американской рок-группы Guns N’ Roses, выпущенная в качестве сингла 6 августа 2021 года. Песня знаменует собой первый релиз нового материала группы после выхода альбома Chinese Democracy в 2008 году. Это также первый новый трек с участием гитариста Слэша и басиста Даффа Маккагана с момента выхода в 1994 году песни «Sympathy for the Devil». Первоначально написанная во время сессий Chinese Democracy, «Absurd» была впервые исполнена вживую в 2001 году как «Silkworms». Переработанная версия дебютировала вживую 3 августа 2021 года в Бостоне.

## О песне
Изначально песня была записана во время сессий Chinese Democracy под названием «Silkworms» клавишниками Крисом Питманом и Диззи Ридом. Она была исполнена вживую четыре раза в 2001 году. В 2008 году Питман рассказал о песне в интервью незадолго до выхода Chinese Democracy, заявив: «В итоге получился невероятный трек, который звучал как Guns N' Roses 10 или 15 лет в будущем. Он был настолько далек от других наших песен, что нам пришлось поместить его в другое место. С точки зрения концепции, он не подходил к Chinese Democracy. Мы надеемся, что у нас будут и другие песни, которые будут соответствовать такому футуристическому звучанию. Это действительно захватывающий трек, потому что он переходит в этот сумасшедший звук, но он был настолько в другом направлении, что мы должны позволить времени догнать его». После выхода «Chinese Democracy» вокалист Эксл Роуз заявил, что песня была переработана, теперь в ней «много гитар, много разных барабанов [и] нет припева». Новая версия песни просочилась в интернет в 2018 году.
3 августа 2021 года песня была исполнена вживую в Бостоне во время тура Guns N' Roses 2020. Эксл Роуз представил её, заявив: «Некоторые из вас могли слышать это под другим названием, но это действительно довольно абсурдно. Разве это не смешно? А они ещё даже не знают шутки. Ладно, это называется „Absurd“.» Официально выпущенная версия песни была спродюсирована Акселем Роузом и Карамом Костанцо, последний также записал и смикшировал трек. В песне также участвует бывший барабанщик Guns N' Roses Брэйн. Также было снято сопроводительное видео, анимированное Creative Works.. Официально считается, что авторами песни являются Роуз, Рид, Слэш и Маккаган.

## Стиль
Alternative Nation сравнил просочившуюся в сеть в 2018 году версию песни с работами Nine Inch Nails, Linkin Park и The Prodigy, заявив, что она имеет «очень электронный и индустриальный ритм конца 90-х — начала 2000-х». Кори Ирвин из Ultimate Classic Rock описал концертную версию 2021 года как «один из самых тяжелых треков в арсенале [Guns N' Roses]» с «взрывными ударными и бешеным темпом панк-рока», сравнив вокал Роуза с Rage Against the Machine. Обсуждая студийную версию, Ирвин отметил, что электронное влияние, присутствовавшее в «Silkworms», уступило место «тяжелым гитарным соло и взрывным ударным». Стивен Хилл из Classic Rock описал вокал Роуза в этой песне как «смесь Джона Лайдона и Джека Гришэма из T.S.O.L.», сравнив его с «панк-роком старой школы». Хилл также отметил сходство между эмбиентной интерлюдией песни и творчеством Sigur Rós. Начальный рифф песни Хилл описал как «альт-металлический топот» в духе «Helmet или Rollins Band, если бы эти группы пытались отдать дань уважения The Cult».

## Оценка критиков
Стивен Хилл из Classic Rock дал «Absurd» положительную рецензию, отметив, что песня заставляет группу «звучать по-настоящему накачанной, агрессивной и полной бурной энергии». Хотя он отметил, что некоторые слушатели могут быть разочарованы тем, что песня не звучит как «классические» Guns N' Roses, он также заметил, что «на самом деле они — или кто-либо другой — никогда не смогут превзойти этот унаследованный материал». После выхода Loudwire отметил разделение среди слушателей: одни «оценили трек», а другим он «не очень понравился».